# 陳云根

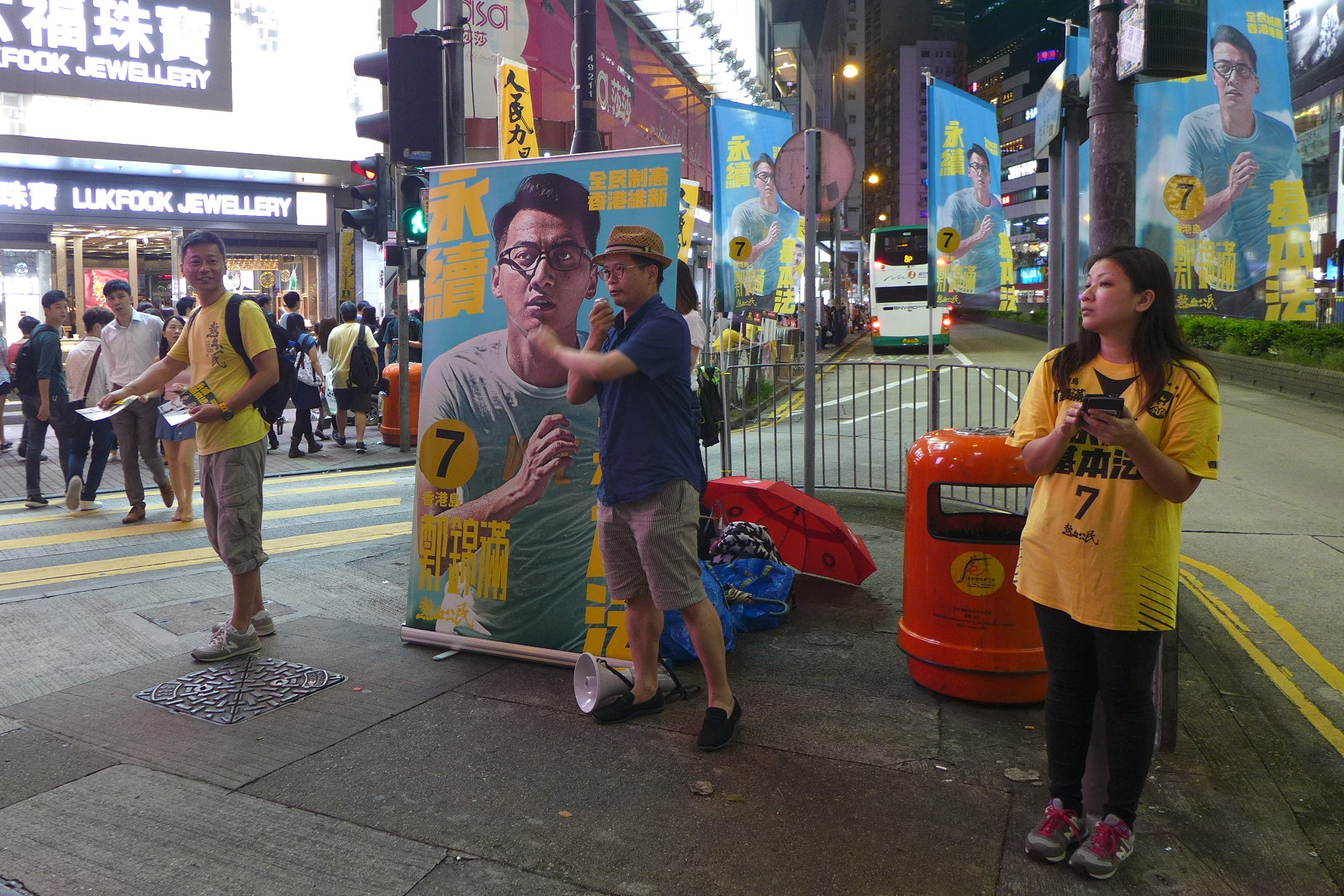
新界東候選人陳云根以「永續基本法，香港維新」，在銅鑼灣進行街站宣傳

陳云根（英語：Horace Chin Wan-kan；1961年11月8日—），筆名陳雲，香港學者兼作家，修讀香港中文大學比較文學碩士、德國哥廷根大學民俗學博士（副修民族學及漢學）。陳云根是城邦派政治人物，主張並推動香港城邦自治，曾為香港自治運動主席，現為香港復興會主席兼創辦人。
陳云根於1997年加入由時任香港行政長官董建華特別顧問葉國華擔任主席的香港政策研究所，認識了何志平，隨他到藝術發展局、民政事務局工作。在陳云根加入民政事務局前，曾在城市大學任兼職講師，教授文化政策，之後他於1997年至2002年期間擔任了藝術發展局策劃及研究總監，其職責負責藝術策劃和管理推動政府文化計劃。何志平於2002年7月獲當時特首董建華任為民政局長後，同年9月決定透過內部撥款招聘研究總監，陳云根最後透過公開招聘程序，獲聘為民政局研究總監。陳云根的研究小組隨著何志平的離任於2007年6月底解散。
陳云根曾任職嶺南大學中文系助理教授，主要作品包括《香港城邦論》系列。《香港城邦論》在香港電台第五屆香港書獎得獎。2008年獲香港藝術發展獎年度最佳藝術家獎（藝術評論）。其餘著作及報章專欄內容多數以香港風俗、香港文化、中國語文及時事評論為主。2016年8月15日，嶺南大學決定不與其續約而結束他的七年教學生涯。
2016年7月27日，陳云根代表香港復興會，聯合熱血公民及普羅政治學苑，組成熱普城選舉聯盟，首次參加香港立法會選舉，與熱血公民成員李珏熙合組一張名單出戰新界東選區，並以「永續基本法」為競選政綱，最終以二萬多票敗選。
敗選後，2016年9月7日，陳云根宣布退出社運。
2020年3月，陳云根宣布無意參選該年立法會換屆選舉。
2021年3月1日，陳云根與一群年輕香港人成立新政黨香港市民黨。

## 背景
陳云根生於香港，祖籍廣東寶安觀瀾（今深圳市龍華區）。 父親是馬來西亞華僑，家族於當地經營木園，家境富裕，曾於新加坡修讀醫科。陳的父親經歷日佔、英殖時期，厭倦高壓統治，戰後接觸到馬來亞共產黨。陳父懷抱建設新中國的理想，響應中共號召回鄉建設祖國（一說於中共建國後遇上排華事件而回流中國），屬於最早一批「愛國青年」，於長沙醫學院修業，其間生活艱苦，後來到瀋陽一帶服務，再到青海工業廳待了三四年，成為地質考察隊駐醫，居於塔爾寺。之後申請調回廣東，回鄉尋根（另有說法指陳云根父親因毛澤東發起反右運動，被流放農村:169）。陳云根的外祖父在鄉下開織布廠，據稱曾資助孫中山發動革命。:168
1957年，毛澤東提倡「大鳴大放」，邀請知識分子大膽討論政治，當時包括陳父在內的不少歸國華僑信以為真，結果一被出賣，陳父後來約於1958年偷渡來港，第一次被抓，坐了三個月勞改營。第二次跟在其他偷渡隊伍之後，來到沙頭角蓮麻坑。轉至粉嶺聯和墟投靠叔公，於聯發大樓定居。陳父來港後，再不提共產黨幹部身份，曾跟一班同鄉聯合診所，掛牌當中醫。又經營生意，開設移民公司。陳父未經訓練，曾在殖民地時代當過坐堂幫辦，於邊境分局負責審問偷渡客，探聽中共動靜，收集情報 。陳云根兩歲（另有說法指五六歲）時，其父經營的中醫聯合診所業務中落，故遷往元朗橫台山居住:101，中學就讀新界鄉議局元朗區中學（中一至中七）。1985年獲香港中文大學法文部暑期留法獎學金，前往巴黎市郊凡爾賽大學讀法文。期間遊歷英國、比利時、西德、奧地利、瑞士、意大利等歐洲諸國。

## 經歷
在求學階段，陳云根師從名學者李達三博士（John J. Deeney）、馬松博士（Michel Masson）及顧從義神父（Claude Larre），啟發他不斷累進學識、矢志追尋目標，並總攬前人成果從具體生活來看舊時中國。在德國留學期間，他曾擔任中國民主聯合陣線 （英語：Alliance for a Democratic China）德國分部主席。
他曾於《明報》、《信報》、《蘋果日報》及《明報月刊》等寫專欄文章。約由2010年至2015年初，他於免費報章《am730》撰稿。2011年起於《明報》撰稿內容常有批評中國共產黨對香港帶來的負面影響，提倡香港人應捍衛香港的傳統文化、生存空間和核心價值。
1986年，陳云根於香港中文大學英文系學士畢業，副修法文及選修德文，1988年於中文大學修讀比較文學碩士，英國文學、中亞比較文學，其後於樹仁學院(即現在的樹仁大學)及珠海書院(現稱珠海學院)任教西洋文學，亦曾於香港能仁專上學院的前身能仁書院任教。1995年，陳於德國哥廷根大學獲文史學院博士學位，主修民俗學，論文題目為《Die Folkloristik im modernen China (1918-1949)》(《现代中國民俗學(1918-1949)》）。1990年代中期，陳曾於大埔恩主教書院教書。  
2002年1月，香港藝術發展局正醞釀改組架構，時任規劃及研究總監的陳云根指藝發局的舊架構不清晰、委員對小組會的投入和效忠超越大會、增選委員帶來朋黨利益衝突之虞等，並說這是去屆委員進行的「退修會」得出的結論。多名舊委員群起指責陳曲解退修會的結論，要求陳云根即場道歉，有委員更揶揄陳云根的中文不好。行政總監林志釗最終引用會議常規，促請委員不要作「人身攻擊」。同年8月底，時任民政事務局局長何志平增設一個兩至三人的政策調查組，被指為其心腹陳云根度身訂造。雖然何志平極力否認，但陳云根仍獲聘為研究總監，直至何氏離任為止。
2008年，陳云根加入嶺南大學教書，並任職中文系助理教授。
2014年3月中，陳云根因發表一篇諷刺他人的臉書帖文，被嶺大校長鄭國漢發警告信，批評他的言行與學者身分相悖，超越言論自由的底線，嚴重影響嶺大校譽。陳云根在其後11月公開消息，聲稱自己被大學打壓。
2016年2月23日，他在個人臉書透露不獲嶺南大學續約，同年4月13日，嶺南大學宣佈中止陳云根的合約。

### 公職
- 1995至1996年：加入葉國華任主席之香港政策研究所。
- 1997至2002年：任藝術發展局策劃及研究總監。
- 2002至2007年：加入香港特別行政區政府出任民政事務局研究總監。

## 主張

### 政治
陳云根表示，中港矛盾不斷升温，主要是北京部署很多中港融合的政策，例如不斷開放港澳個人遊，在教育方面推行國民教育，抹殺英治時期的歷史及制度，令很多香港人感到一國兩制變質。北京會將以前英治政府留下的文明，或者保存到一些華夏文化，例如廣東話的漢音及正體字，以及好的、文雅的公共用語、公共的唐文或者英文，這些慢慢會當是前朝歷史，或者當作殖民地餘孽來掃除。甚至三權分立、司法獨立、人權法這些由英治政府引入香港的現代東西，都會被當作外來的殖民霸權，慢慢淡忘，承接中國的蘇維埃或者共產黨的體制。他表示，中共承諾卻不容許港人治港、香港擁有高度自治，因此預期未來港中矛盾將會白熱化。他說：如果香港人不反抗，國際社會不監察的話，是會走向一國一制，即是走向非法的中國殖民統治，這個要看香港人能否覺醒及反抗，爭取普選及抗拒一切違反《香港基本法》的、中共的干預，因為香港的《基本法》寫得很明確，也算是相當好的一部小憲法、鬥爭或者抗爭的基礎其實是存在的。
- 「護法運動」：重奪《香港基本法》原來賦予港人的自治權[24]（「永續基本法」）
- 落實雙普選，以立法會作為提名委員會[25]，最終行政長官由普選產生
- 捍衛香港華夏文化
- 建立華夏邦聯
- 為保本土權利，勇武對抗雙非、水貨客等問題
- 恢復皇天上帝信仰，國家總統履行祭天的儀式任務，在學校恢復四書五經的選讀，將中國接回傳統，並且與歐美基督教國家體系恢復交流，在宗教上平起平坐。華夏天帝信仰的教義在倫理道德及平民祭祀之內，可以兼容佛教道教，人民因得到宗教和道德教化而可忍耐苦難。香港保存較多華夏正統文化及風俗，一旦華夏恢復天帝信仰，香港會變成華夏及東亞的梵蒂岡，香港有國學院、道學院，培養《五經》博士、儀禮專家、宣教人員、服飾禮器製造商，成為當代長安。[26]

其城邦論為香港本土主義甚至「港獨」提供了早期理論基礎，其本人也被視爲香港本土派理論始創者。2020年6月，在香港中聯辦副主任陳冬點名批評《香港城邦論》「打著言論、學術自由的幌子，歪曲一國兩制和《基本法》，不斷煽動青年學生以極端方式反對政府、對抗中央、排斥一國」後，陳云根宣佈退出香港社運，聲明他過去十年來做的是「善意的、也是有利維護中港關係、祖國與香港共榮」的工作，但「總是被泛民港獨騎劫」，主張維護內地香港共榮關係的本土派，也被泛民媒體騎劫和刻意宣傳，變成港獨派錯誤代表了本土派。 2021年3月1日，陳雲宣布創立香港市民黨，主張在《基本法》及「一國兩制」框架下，發揮香港在中國大陸大框架的能力。

### 文化
畢業於香港中文大學英文系的陳云根，也一直關注中文詞彙應用和華夏文化價值。除了其著作外，他經常於專欄批評官方政策及傳媒用字不當，陳云根表示，1997年後，中共政治詞彙文化殖民香港，耳濡目染下，香港特區政府也跟隨應用，將這些詞彙字當免死金牌、蒙混過關：例如以往政府用「放寬二手居屋售賣限制」，2011年改用「優化二手居屋售賣限制」；他表示，「優化」這類詞句是「鬼話」，因為沒有標準，政府想別人無法衡量它的政績。他批評的其他政治詞彙還有「出台」、「勢頭」等。
陳云根強調，粵語「不單是到目前為止大多數香港人的土語，更是南方官話」。他說，好多香港本土運動的鼓吹者、尤其是港獨派不明白他的學術判斷，「他們將香港話（俗化的香港土語）列為香港人的母語，卻不知道這正是中了共產黨的奸計」。他說，他是客家人，但他也會講好粵語和推廣雅正的粵語，「一旦採用武斷的母語觀念，我是應該排斥粵語」；台灣人講的閩南話是古漢語遺留，但台灣本土化運動行了歪路，因此台灣人推廣的是民間的土話、不是雅正的閩南話。
2020年7月《港版國安法》生效後，香港圖書館所藏陳云根著《香港城邦論》、《香港城邦論2》、《城邦主權論》、《香港保衞戰》、《香港遺民論》和《身土不二——中港超限戰》等書被暫時收起，由康文署覆檢內容會否違反國安法。

## 軼事

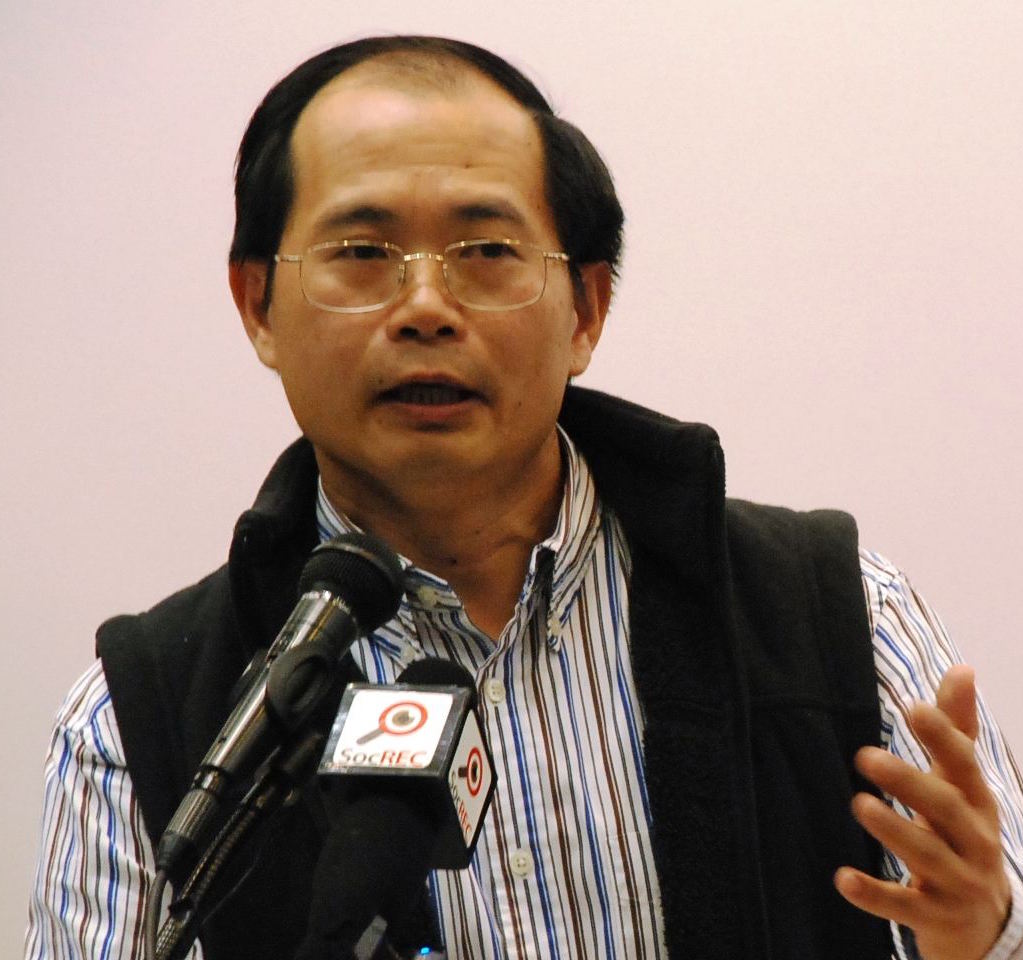
2012年的陳云根

2010年9月，陳云根在《信報》的專欄被取消，引起部分讀者及網民的迴響，《蘋果日報》李八方指事件與陳云根批評地產商有關，《信報》則稱因改版才刪除陳云根專欄。
2012年上半年，中港兩地民間分岐衝突浮現，陳云根於其《明報》專欄內，多次表示香港人要阻止無審批下大量大陸人來港，奮起抗爭。
2013年4月，陳云根在香港城市大學出席由陽光衛視主辦的時務論壇，並表示反對佔領中環，認為運動不夠激進、沒有影響力，且由「離地中產」領導，將會被騎劫；並覺得，佔領中環只是正式啟動香港的世代階級之戰、世代之爭而已。

## 著作
天地圖書
- 《術數批判》（1989）

香港國際政治經濟出版社
- 《在德國談論中國：政治及文化評論集》（1998）

青文書屋
- 《天書Impossible——論香港的中國文化教育》（與 胡恩威、劉國英 合編）（2003）[38]
- 《故我猶在：香港山居憶舊》（2003）

花千樹出版有限公司
- 《我思故我在——香港的風俗與文化》（2005）
- 《五星級香港——文化狂熱與民俗心靈》（2005）
- 《舊時風光——香港往事回味》（2006）
- 《新不如舊——香港舊事返照》（2006）
- 《一國定兩制——黃老道術與香港政治》（2007）
- 《民主戲一場——香港文化與現實政治》（2007）
- 《農心匠意——香港城鄉風俗憶舊》（2008）
- 《香港有文化——香港的文化政策（上卷）》（2008）
- 《童年往事——香港山村舊俗》（2008）
- 《難忘香港食與色——城鄉風俗雜憶》（2009）
- 《走出政府總部——做個快樂的抗爭者》（2010）
- 《香港大靈異（初集）——神異傳奇及民俗信仰》（2010）
- 《終極評論，快樂抗爭》（2010）
- 《旺角街頭種高粱——香港風俗拾零》（2011）
- 《急救中文（初集）》（2012）
- 《留德隨想錄》（2012）
- 《香港大靈異（二集）》（2013）
- 《筲箕灣，大家想住嘅地方》（2013）
- 《急救中文（二集）——寫好中文，我有一套》（2013）
- 《歐遊心影錄》（2013）
- 《粵語學中文，愈學愈精神》（2014）
- 《劫後餘生——香港風俗錄存》（2014）
- 《讀破萬卷書——陳雲的書評及藝評》（2014）
- 《想得出，寫得到》（2015）
- 《左膠禍港錄——香港政治困局大解謎》（2015）
- 《深水埗，大家捱出頭的地方》（2015）
- 《香港大靈異（第三集）》（2016）
- 《香港教育，撥亂反正》（2016）
- 《灣仔，小康興家的地方》（2016）
- 《香港傳奇之元朗故土情》免費贈閱版（2016）
- 《元朗，懷鄉戀土的地方》（2017）
- 《文化在香港——香港的文化政策（中卷）》（2017）
- 《漢邦中文課本第一冊——天地人》（再版）（2017）
- 《漢邦中文課本第二冊——香港家禮》（再版）（2017）
- 《神州故國遊》（2017）
- 《保衛香港官話》（2018）

明報出版社
- 《一起廣播的日子——香港電台八十年》（2009）香港電台為紀念成立八十周年委託寫作

天窗出版社有限公司
- 《中文解毒——從混帳文字到通順中文》（2008）
- 《執正中文——對治壞鬼公文，學好中文章法》（2009）
- 《中文起義——破解文化操縱，捍衛民主語言》（2010）
- 《香港城邦論》（2011）[39]
- 《香港城邦論 II 光復本土》（2014）

次文化堂
- 《術數批判》（再版）（2010）[40]
- 《九評地產黨：香港輿論界抗擊地產霸權》（合寫）（2011）
- 《九評政府黨》（與 王慧麟 合編）（2012）[41]
- 《陳雲激語錄》（2013）
- 《香港遺民論》（2013）
- 《香港保衛戰》（2013）
- 《亂世修行》（2014）
- 《香港粵語頂硬上》（合寫）（2014）
- 《廣東雅言》（2015）[42]
- 《殖民地美學》（與 甄小慧 合編）（2015）[43]

四筆象（次文化堂）
- 《身土不二——中港超限戰》（2014）
- 《城邦主權論》（2015）
- 《城邦主權論 II 希望政治》（2016）
- 《特朗普厚黑學》（2017）

文化工作坊
- 《經典啟蒙讀本：註解本初集》（編訂）（2015）
- 《經典啟蒙讀本：註解本二集》（編訂）（2015）
- 《漢邦中文課本，第一冊》（2015）
- 《香港家禮——漢邦中文讀本（二）》（2015）
- 《經典啟蒙讀本，三集，弟子規》（2016）
- 《香港人手冊》（2016）

華夏聖言出版社
- 《香港城邦論》增訂版（2017）

電子書
- 《華人的公民教育手冊》（2013、2015）由「另有其人」編纂，雖然主要是鄭立的文章，其次是明日過後的文章，但也有陳雲的文章。

## 外部連結
- 陳雲 憑良心說話 新報人(2011年3月)  (香港浸會大學新聞系學生作品庫)
- Wan Chin的Facebook專頁（個人帳戶）
- 陳云根（陳雲）的Facebook專頁（專頁）